# Инвон-ванху
Инво́н-ванху́ (3 ноября 1687 — 13 мая 1757; 인원왕후 김씨) — чосонская королева-консорт. Четвёртая супруга короля Сукчона, 19-го монарха Чосона. Личное имя этой дамы неизвестно. Она происходила из клана Кёнджу Ким. Инвон-ванху — посмертный титул. Была королевой Чосона с 1702 года до смерти своего мужа в 1720 году. Она была удостоена титула Вдовствующей королевы Хесун (혜순왕대비) во время правления своего пасынка Ли Юна, короля Кёнджона, а затем Великой вдовствующей королевы Хесун (혜순대왕대비) во время правления её приёмного сына Ли Гыма, короля Ёнджо.

## Жизнеописание

### Ранний период жизни
Родившаяся 3 ноября 1687 года на тринадцатом году правления короля Сукчона, будущая королева была второй дочерью Ким Джусина, носившего титул Внутреннего принца Кёнгына (경은부원군), и его жены, Внутренней принцессы-консорта Гарим (가림부부 인) из клана Имчхон Джо. У неё была старшая сестра, младшая сестра и два младших брата.

### Брак и дворцовая жизнь
15-летняя госпожа Ким вышла замуж за короля Сукчона 3 октября 1702 года, после смерти королевы Инхён и казни Чан Хибин в 1701 году. Формально она была четвёртой королевой-супругой Сукчона, но официально зарегистрирована как третья королева-супруга. Чан Ок Чжон была фактически третьей королевой-консортом, но была изгнана после восстановления королевы Инхён.
В 1703 году она усыновила сына Королевской Благородной Супруги Сук (Чхве-сукбин), принца Ёнина (будущего вана Ёнджо), которого она любила и воспитывала как собственного сына. В 1711 году она заболела оспой. Чхве-сукбин приказала гуннё выйти из дворца и поискать средства среди простолюдинов, чтобы спасти королеву, которая в конце концов выжила.

### Жизнь в качестве Вдовствующей королевы
После смерти Сукчона в 1720 году она была удостоена титула Вдовствующей королевы Хесун (혜순왕대비). Хотя её семья была из фракции Сорон, она сменила фракцию на Норон после смерти Сукчона. Король Кёнджон страдал от слабого здоровья и не мог произвести на свет наследника. Во время его правления фракции Норон и Сорон боролись за власть. Фракция Сорон была правящей политической фракцией и поддерживала Кёнджона, а фракция Норон поддерживала его сводного брата, принца Ёнина. Фракция Норон и его мачеха, Вдовствующая королева Хесун, оказали на него давление, чтобы он назначил принца Ёнина своим наследником.
Согласно одной теории, королева Соный выступила против принца Ёнина и планировала тайно усыновить принца Милпуна (밀풍군, Милпун-Кун), правнука Наследного принца Сохёна, первого сына короля Инджо. Через два месяца после возведения короля на престол принц Ёнин был назначен Наследным принцем-преемником (Ванседже, 왕세제, 王世弟).
После смерти её пасынка, короля Кёнджона, и вступления на престол её приемного сына, короля Ёнджо, в 1724 году она была удостоена звания Великой вдовствующей королевы Хесун (혜순대왕대비).
Считается, что во время своего пребывания во дворце вдовствующая королева Хесун написала 3 книги: «Сёнгюн юса» (션균유사), «Сёнби юса» (션비유사) и «Нюк аюкчжан» (뉵아육장).

### Более поздняя жизнь
Во время правления короля Ёнджо Великая вдовствующая королева получала сыновнее почтение от своего приёмного сына и его жены, королевы Чонсон.
3 апреля 1757 года её приемная невестка королева Чонсон умерла в возрасте 64 лет во дворце Чхандок.
Месяц спустя Великая вдовствующая королева умерла 3 мая 1757 года на тридцать третьем году правления короля Ёнджо во дворце Чхандок в возрасте 69 лет. Она похоронена в Мёнрыне в городе Коян, провинция Кёнгидо, недалеко от гробниц короля Сукчона и его второй королевы-супруги, королевы Инхён.
Она была посмертно удостоена звания королевы Инвон (인원왕후, 仁元王后).
Говорят[кто?], что сын короля Ёнджо, наследный принц Садо, от Королевской Благородной супруги Ён, очень горевал, то вызвало обострение его психического заболевания. Это произошло потому, что наследный принц был близок со своей законной бабушкой, королевой Инвон, и законной матерью, королевой Чонсон.
Его действия в конечном итоге привели к тому, что он умер в ящике для риса в 1762 году; через пять лет после смерти королевы.

## Семья

### Родители
- Отец — Внутренний принц Кёнгын, Ким Джусин (경은부원군 김주신, 慶恩府院君 金柱臣) (1661—1721)
  - 1) Дедушка − Ким Ильджин (김일진, 金一振) (1633—1665)
    - 2) Прадед − Ким Намджон (김남중, 金南重) (1596—1663)
      - 3) Прапрадедушка − Ким Сурём (김수렴, 金守廉) (1574—1651)
        - 4) Прапрапрадедушка — Ким Мёнвон (김명원, 金命元) (1534 — 13 декабря 1602)
          - 5) Прапрапрапрадедушка — Ким Мангюн (김만균, 金萬鈞)
            - 6) Пра-пра-пра-пра-прадедушка — Ким Чоннён (김천령, 金千齡)

          - 5) Прапрапрапрабабушка — госпожа Ан из клана Сунхын Ан (순흥 안씨)

        - 4) Прапрапрабабушка — госпожа Хан из клана Чхонджу Хан (청주 한씨)

      - 3) Прапрабабушка — госпожа Сон из клана Чаннён Сон (정경부인 창녕 성씨, 貞敬夫人 昌寧 成氏) (1567—1648)

    - 2) Прабабушка — госпожа Ли из клана Чонджу Ли (전주 이씨, 全州 李氏); вторая жена Ким Намджона
    - 2) Сводная прабабушка — госпожа Мин из клана Ёхын Мин (여흥 민씨); первая жена Ким Намджона

  - 1) Бабушка — госпожа Джо из клана Пунъян Джо (증 정경부인 풍양 조씨, 孺人 贈 貞敬夫人 豊壤 趙氏) (1633—1685)
- Мать — Внутренняя принцесса-консорт Гарим из клана Имчхон Джо (가림부부인 임천 조씨, 嘉林府夫人 林川 趙氏) (1660—1731)
  - 1) Бабушка — госпожа Ли из клана Хансан Ли (한산 이씨, 韓山 李氏)
  - 1) Дедушка — Чо Кёнчан (조경창, 趙景昌) (1634—1694)

### Братья и сестры
- Старшая сестра — госпожа Ким из клана Кёнджу Ким.
  - Шурин — Ли Док-рин (이덕린, 李德鄰)[4]
- Младшая сестра — госпожа Ким из клана Кёнджу Ким (증 정부인 경주 김씨, 贈 貞夫人 慶州 金氏)
  - Шурин — Юн Мёнгю (윤면교, 尹勉敎) (1691—1766)
- Младший брат — Ким Хуён (김후연, 金後衍) (1694—1735)
  - Невестка — госпожа Юн из клана Хэпён Юн (해평 윤씨, 海平 尹氏)
- Младший брат — Ким Гуён (김구연, 金九衍) (1699—1743)
  - Невестка — госпожа Пак из клана Баннам Парк (반남 박씨, 潘南 朴氏)
- Младший сводный брат — Ким Гаён (김가연, 金可衍) (1703-?)
  - Сводная невестка — госпожа Сон из клана Чаннён Сон (창녕 성씨, 昌寧 成氏)
- Младший сводный брат — Ким Нэён (김내연, 金乃衍) (1708 — ?)
  - Сводная невестка — госпожа Кён из клана Чхонджу Кён (청주 경씨, 淸州 慶氏)
- Младшая сводная сестра — госпожа Ким из клана Кёнджу Ким.
  - Сводный зять — Гу Хунчва (구홍좌, 具 弘 佐)

### Супруг
- Муж — ван Сукчон (숙종대왕) (1661—1720)
  - Свёкор — ван Хёнджон (현종대왕) (1641—1674)
  - Свекровь — королева Мёнсон из клана Чхонпун Ким (명성왕후 김씨) (1642—1684)
- Золовка — принцесса Мёнсон (명선 공주) (1659—1673)
- Золовка — принцесса Мёнхе (명혜공주) (1662—1673)
- Золовка — Ли Онхый, принцесса Мёнган (명안공주) (1665—1687)

### Дети
- Приёмный сын — Ли Гым, король Ёнджо (영조대왕) (1694—1776)

## Полное посмертное имя
Ей было присвоен посмертный титул:
- Королева Инвон, Хесун Чагён Хонрёль Гвансон Хёник Кансон Чандоксучан Ёнбок Юнхва Хвиджон Джонвун Чонгый Чанмок Инвон Ванху
- 혜순자경헌렬광선현익강성정덕수창영복융화휘정정운정의장목인원왕후
- 惠順慈敬獻烈光宣顯翼康聖貞德壽昌永福隆化徽精正運定懿章穆仁元王后.

## В искусстве
Образ королевы воплотили на экране южнокорейские актрисы:
- Кан Буджа́ в телесериале 1988 года «500 лет Чосона: Мемуары госпожи Хегён» (телеканал MBC)
- Ким Ённи́м в телесериале 1998 года «Великая Королевская дорога» (MBC)
- О Ёнсо́ в телесериале 2010 года «Донъи»[англ.] (MBC)[5] (телесериал посвящён судьбе Чхве-сукбин, наложнице вана Сукчона и матери Ёнджо)
- Ким Хэсук[англ.] в кинофильме 2015 года «Садо».
- Нам Киэ[англ.] в телесериале 2019 года «Хэчи» (해치, телеканал SBS).